# 弗里施-佩尔斯备忘录

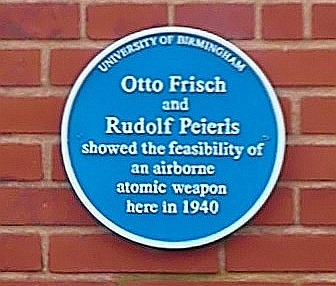
伯明翰大学Poynting物理系大楼的蓝色铭牌，上书弗里施和佩爾斯的名字

弗里施-佩尔斯备忘录（英語：Frisch–Peierls memorandum）是世界上首份有关核武器可行性的技术文件，1940年3月由叛离德国的物理学家奥托·弗里施和魯道夫·佩爾斯所撰写。当时正值二战，他们二人都在英国伯明翰大学的马克·奥利芬特麾下打工。
该备忘录中包含人类首次对核武器中可裂变物质臨界質量的计算，指出该临界质量小到足以放到炸弹中并用飞机投下。此外，该备忘录也预测了核武器带来的新策略与道德约束。

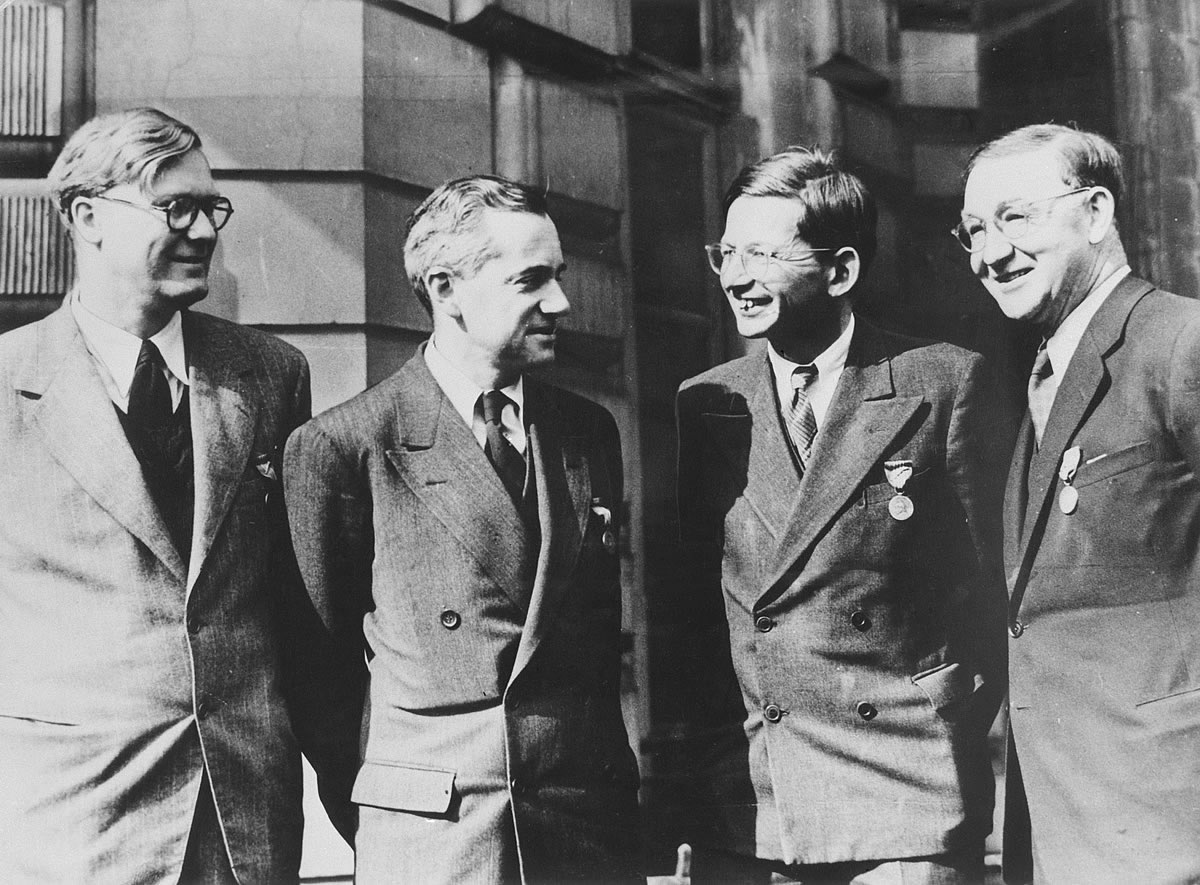
英國的核心物理學家。由左至右：威廉·彭尼、奧托·弗里施、魯道夫·佩爾斯和約翰·考克饒夫。他們佩戴着總統自由勳章。